# 基督的童年
《基督的童年》（法語：L'enfance du Christ），作品25，是法國作曲家埃克托·柏辽兹基於耶穌基督童年時，隨家人走避埃及的經歷寫成的合唱曲，並由作曲家自己負責作詞。該曲主要創作於1853至1854年間。而全曲還包含了此前在1850年開始創作的《入埃及記》（La fuite en Egypte）的合唱曲。全曲於1855年12月10日首演於巴黎海茲音樂廳，由柏辽兹親自指揮巴黎喜歌劇院（Opéra-Comique）的團員演出。
柏辽兹以｢宗教三部曲｣（Trilogie sacrée）來歸類該曲：第一樂章講述猶太的黑落德王為保王位，而要下令殺死所有猶太的新生嬰兒；第二樂章則是描述天使為聖家帶來了追殺令的警報，因此聖若瑟和聖母瑪利亞帶著耶穌逃往埃及；而最後一個樂章講述聖家逃到埃及的塞易斯，並獲以實瑪利人的家庭收留。值得留意的是，柏辽兹並非一個忠實教徒，創作此曲僅僅顯示了他對羅馬天主教的宗教音樂的讚許。而這部作品當中，也有不少地方顯示，柏辽兹的創作，受其入門導師让·弗朗索瓦·勒絮尔（Jean-François Lesueur）的聖經故事神劇作品所影響。

## 創作背景
《基督的童年》全劇的意念起源於1850年，當柏辽兹的朋友約瑟-路易·杜克（Joseph-Louis Duc）委託柏辽兹寫一部風琴曲《牧羊人的告別》（L'adieu des bergers），講述聖家和伯利恆的牧羊人告別，逃亡埃及的故事。而柏辽兹創作出了一首合唱曲，並在1850年11月12日，訛稱是17世紀作曲家杜克瑞（Ducré）的作品上演，反而獲得柏辽兹反對者的讚賞。一位夫人更說到：｢柏辽兹絕對不能寫出，如這老杜克瑞的小作品，那般簡單而又可愛的作品。｣其後柏辽兹為男高音編寫了《聖家稍息》（Le repos de la sainte famille）的篇章，再加上序曲，便成為1852年發表的《入埃及記》，並在次年12月首演於萊比錫。首演相當成功，柏辽兹在朋友慫恿下，開始添加第三樂章，《聖家抵步塞易斯》（L'arrivée à Sais）。其後柏辽兹可能為求平衡，在《入埃及記》前加入第一章，《黑落德王之夢》（Le songe d'Hérode），全曲因而成形。

## 風評
巴黎的觀眾和樂評人向來認為柏辽兹的音樂是相當奇異且刺耳的，因此柏辽兹的音樂很難獲得他們的好評。但《基督的童年》可謂取得即時的成功，巴黎除了兩位樂評人以外，各份報章都給予一致好評。部份人認為，這些好評是源於柏辽兹在該曲所顯示的比較和緩的新風格，但柏辽兹對此表示強烈否認。
在那部作品中，很多人想像自己可以偵測到我的風格和手法出現了劇烈轉變。這種觀點是毫無根據的。這個主題本身就意味著一種溫和而簡單風格的音樂，明顯不是為了迎合他們的品味和理解力。時間可能有助這些風格的形成，但我相信二十年前的自己也會以同樣風格寫出《基督的童年》。
該曲一直相當流行，且經常在聖誕期間上演，市面上也有不少錄音流通。

## 角色
- 旁白（Le récitant，男高音）
- 聖母瑪利亞（La vierge Marie，女中音）
- 聖約瑟（Joseph，男中音）
- 黑落德王（Hérode，男低音）
- 以實瑪利人家庭的家長（Le père de famille，男低音）
- 一位羅馬人的百夫長（Centurion，男高音）
- 波呂多洛斯（Polydorus，男低音）

## 作品結構
- 第一部曲：黑落德王之夢（Le songe d'Hérode）

1. 第一場景：旁白：｢搖籃之中…｣（"Dans la créche"）
  - 該曲並沒有任何純音樂序曲，而是唐突地由男高音旁白耶穌出生時，所在地的環境狀況。
2. 夜間進行曲（Marche nocturne）
  - 描述羅馬士兵在黑落德王宮外夜巡景象的賦格。
3. 波呂多洛斯：｢誰人正往此處來？｣（"Qui vient"）
4. 夜間進行曲（再續）
5. 第二場景：黑落德王的詠嘆調
  - 全曲的名段，這段悠長的詠嘆段，表達了黑落德王內心的絕望，講述了他倍受一個惡夢折磨，一個小孩將推翻他的王位的惡夢。此段柏遼茲也安排了長號作伴奏，如同《浮士德的天譴》中的魔鬼梅菲斯特的唱段一樣。
6. 第三場景：波呂多洛斯：｢主公｣（"Seigneur"）
  - 波呂多洛斯通報猶太巫師抵達宮廷
7. 第四場景：黑落德王與巫師，黑落德王向巫師訴說夢境。
8. 巫師開始猶太的求神驅邪儀式，柏遼茲寫下了一段短而狂野的7/4拍子舞曲。
9. 巫師：｢那聲音說出了真相｣（"La voix dit vrai"）
  - 巫師證實夢境將會成真，並建議他殺掉所有轄地上初生的嬰兒。
10. 黑落德王：｢好吧！｣（"Eh bien"）
  - 黑落德王同意並發佈殺嬰令
11. 第五場景：伯利恆的馬糟
  - 基督降生馬槽，聖母瑪利亞和聖約瑟為嬰兒唱搖籃曲
12. 第六場景：天使合唱：｢約瑟！瑪莉！｣（"Joseph! Marie!"）
  - 天使警告聖家逃往埃及，免受黑落德王的壓迫。柏遼茲仿效了高塞（François-Joseph Gossec）的《聖誕頌》（La nativité, 1774），安排後臺的合唱團代表天使。

- 第二部曲：入埃及記（La fuite en Egypte）

1. 序曲，三拍子的賦格
2. 牧羊人的告別（L'adieu des bergers）
  - 常常被單獨演奏的名段。
3. 聖家的稍息（Le repos de la sainte famille）
  - 一段柔和的樂章，講述聖母瑪利亞、聖約瑟和耶穌在樹蔭下稍息。

- 第三部曲：聖家抵步塞易斯（L'arrivée à Saïs）

1. 旁白：｢三天以來…｣（"Depuis trois jours"）
  - 旁白描述聖家由伯利恆到塞易斯旅途上的各種艱難險阻。
2. 第一場景：塞易斯城內
  - 聖母瑪利亞和聖約瑟乞求有人收留他們，但他們的猶太人身份，導致沒有人願意收留他們。該段落的伴奏顯示了相當的痛苦。
3. 第二場景：一戶以實瑪利人住家中
  - 終於一戶以實瑪利人的家長同情他們，請聖家到他家中去。
4. 以實瑪利家長：｢偉大的上帝！｣（"Grand Dieu!"）
  - 以實瑪利家長下令家族成員好好照顧聖家。
5. 以實瑪利家長：｢看到你們一臉倦容｣（"Sur vos traits fatigués"）
  - 家長得知聖約瑟也是木工，便邀請他和自己一起工作，約瑟一家得以住下。
6. 以實瑪利家長：｢為好好結束這夜｣（Pour bien finir cette soirée）
  - 家長更以音樂緩和聖家的情緒。
7. 為兩支長笛和一部豎琴所作的三重奏
  - 純音樂間奏曲，罕見的柏遼茲室內樂作品。對長笛和豎琴的應用明顯受夏尔·古诺的首部歌劇《莎孚》（Sapho）的影響，以塑造遠古的氣氛。
8. 以實瑪利家長：｢你在哭泣，年輕的母親｣（"Vous pleurez, jeune mère"）
  - 家長勸聖母瑪利亞早點睡覺，無需擔憂。
9. 第三場景：尾聲
  - 旁白敘述耶穌如何在埃及渡過十個春秋的童年
10. 旁白及合唱：｢啊！我的靈魂｣（"O mon âme"）
  - 全曲以男高音領唱的大合唱結束。

## 著名錄音
- 科林·戴维斯指揮倫敦交響樂團、阿迪斯合唱團（Alldis Choir），獨唱家珍妮·貝克（Janet Baker）、艾利克·塔皮（Eric Tappy）、菲利浦·朗格里治（Philip Langridge），飛利浦出品
- 约翰·艾略特·加德纳指揮里昂國立歌劇院樂團和蒙台威尔第合唱团、獨唱家安-蘇菲·馮·奧特（Anne-Sophie von Otter）、安東尼·洛夫·約翰遜（Anthony Rolfe Johnson）、何塞·凡·丹姆，Erato出品
- 查理·明希（Charles Münch）指揮波士頓交響樂團和新英格蘭音樂學院合唱團，RCA Victor出品
- 夏尔·迪图瓦指揮蒙特利爾交響樂團及合唱團，迪卡出品

### 引用
1. ↑  Memoirs pp.3-4; Cairns Vol 1 p.498
2. ↑  Cairns Vol. 2 p.451
3. ↑  (Memoirs pp.483-84)

### 书籍
- David Cairns: Berlioz: The Making of an Artist（the first volume of his biography of the composer，André Deutsch, 1989)
- David Cairns: Berlioz: Servitude and Greatness（the second volume of his biography of the composer，Viking, 1999)
- Hugh Macdonald: Berlioz ("The Master Musicians", J.M.Dent, 1982)
- Berlioz: Memoirs (Dover, 1960)